# Club des Patineurs de Paris
Der Club des Patineurs de Paris (auch: Patineurs de Paris oder CPP) war ein 1902 gegründeten französisches Eishockeyteam aus Paris, das zwischen 1908 und 1922 sieben Mal französischer Meister wurde.

## Geschichte
Der Club des Patineurs de Paris (etwa: Pariser Schlittschuhläufer) wurde am 20. Februar 1896 als Eiskunstlaufverein gegründet. Ab 1902 führte der Club auch eine eigene Eishockeyabteilung, die im Januar 1907 an der ersten französischen Meisterschaft teilnahm. Paris erreichte das Finale, unterlag jedoch dem Sporting Club de Lyon in dessen Stadion deutlich mit 2:8. Bereits in der folgenden Spielzeit gewannen die Pariser auf neutralem Boden in Chamonix in der Neuauflage des Vorjahresfinales gegen den Sporting Club de Lyon ihre erste französische Meisterschaft. Im Anschluss an die Saison 1907/08 wurde das Eisstadion in Lyon geschlossen, woraufhin die Lyoner Clubs nicht mehr an der Meisterschaft teilnehmen konnten und diese erst in der Saison 1911/12 weitergeführt wurde. Die Pariser konnten an ihren Erfolg aus dem Jahr 1908 anknüpfen und gewannen drei Mal in Folge von 1912 bis 1914 die Meisterschaft. Nach Beginn des Ersten Weltkriegs wurde der Verein aufgelöst.
Der Club des Patineurs trat auch bei hochklassigen internationalen Turnieren an. So gewann er 1909, 1912 und 1913 den Coupe de Chamonix sowie 1910 das Internationale Eishockeyturnier Berlin. Von 1912 bis 1914 vertrat der Club Frankreich bei der LIHG-Meisterschaft, die in Europa auch als Weltmeisterschaft gesehen wurde. Die internationale Eishockeyföderation LIHG war 1908 in Paris auf maßgeblichem Betreiben von Louis Magnus gegründet worden. Magnus war Mitglied des Club de Patineurs – 5-facher französischer Meister im Eiskunstlauf – und von 1908 bis 1912 Präsident der LIHG.
Nach Kriegsende wurde der Verein ab 1919 als Ice Skating Club de Paris, ab 1921 als Club des Sports d’Hiver de Paris weitergeführt. Von 1920 bis 1922 konnte er erneut drei Mal in Folge die französische Meisterschaft gewinnen. Umstritten ist, ob er die Meisterschaft 1926 gewinnen konnte. Mit der Eröffnung der Palais des Sports de Grenelle genannten Eisbahn im Vélodrome d’Hiver gründeten sich mehrere Eishockeyclubs in Paris, die den CPP schnell überflügelten. 1937 wurde der Club endgültig aufgelöst.

## Erfolge
- Französischer Meister (7×): 1908, 1912, 1913, 1914, 1920, 1921 und 1922